# Deep Lake (sjö i Antarktis, lat -77,57, long 166,22)
Deep Lake är en sjö i Antarktis. Den ligger i Östantarktis. Nya Zeeland gör anspråk på området. Deep Lake ligger 9 meter över havet. Den sträcker sig 0,9 kilometer i nord-sydlig riktning, och 0,2 kilometer i öst-västlig riktning.